# Təklə (Cəlilabad)
Təklə è un comune dell'Azerbaigian situato nel distretto di Cəlilabad. Conta una popolazione di 781 abitanti.